# Facultad de Salud (Universidad de Pamplona)
La Facultad de Salud (oficialmente, Facultad de Ciencias de la Salud) es una de las siete unidades académicas en las que se divide la Universidad de Pamplona. Fue fundada por el Dr. Pedro León Peñaranda Lozano, exrector de la institución. En esta facultad cursan estudios aproximadamente 4500 alumnos. Su actual decano es el Dr. Heriberto José Rangel Navia.

## Programas académicos
Pregrado
- Bacteriología y Laboratorio Clínico

- Enfermería

- Fisioterapia

- Fonoaudiología
- Medicina (vea Departamento de Medicina - Universidad de Pamplona)

- Nutrición y Dietética

- Psicología

- Terapia Ocupacional

Posgrado
- Especialización en Seguridad y salud en el trabajo

- Especialización en Educación para la Recreación Comunitaria